# Matěj Štochl
Matěj Štochl (ur. 4 maja 1989 w Hořovicach) – czeski piłkarz, obrońca Bohemians 1905.

## Kariera klubowa
W 2008 r. podpisał kontrakt z 1. FK Příbram, w którym grał do 2012 r., rozgrywając 69 spotkań, w tym zdobywając 4. bramki. W 2013 r. podpisał kontrakt z Bohemians 1905, w którym zadebiutował 10 marca 2013 r., w wygranym meczu 2:1 ze Zlínem.